# مارغريت غاست
مارغريت غاست (بالإنجليزية: Margaret Gast)‏ هي دراجة أمريكية، ولدت في 2 نوفمبر 1876، وتوفيت في 13 أبريل 1968.